# Himertula
Himertula is een geslacht van rechtvleugeligen uit de familie sabelsprinkhanen (Tettigoniidae). De wetenschappelijke naam van dit geslacht is voor het eerst geldig gepubliceerd in 1940 door Uvarov.

## Soorten
Het geslacht Himertula omvat de volgende soorten:
- Himertula kinneari Uvarov, 1923
- Himertula marginata Brunner von Wattenwyl, 1878
- Himertula marmorata Brunner von Wattenwyl, 1891
- Himertula odonturaeformis Brunner von Wattenwyl, 1891
- Himertula pallida Brunner von Wattenwyl, 1891
- Himertula pallisignata Ingrisch & Shishodia, 1998
- Himertula vidhyavathiae Ingrisch & Muralirangan, 2004
- Himertula viridis Uvarov, 1927